# معركة سونشي
دارت معركة سونشي بين سلطنة ميسور وإمبراطورية الماراثا عام 1777.   حاول حيدر علي استعادة أراضيه المفقودة في مليبار وكورج من إمبراطورية الماراثا ونجح في القيام بذلك. حيدر علي قرر مهاجمة إمبراطورية الماراثاجيش الماراثا في سونشي. أرسل حيدر علي الجنرال الموثوق به محمد علي لمهاجمة حامية الماراثا المتمركزة في سونشي. كانت نتيجة المعركة انتصارًا حاسمًا لميسور وحيدر علي ضد قوات المراثا. قُتل قائد الماراثا كونهير راو في المعركة وتم القبض على بادورانج راو وأُخذ كسجين من قبل قوات ميسور.   